# Jonsdorf
Jonsdorf är en kommun och ort (Luftkurort) i Landkreis Görlitz i förbundslandet Sachsen i Tyskland. Kommunen har cirka 1 500 invånare.
Kommunen ingår i förvaltningsområdet Olbersdorf tillsammans med kommunerna Bertsdorf-Hörnitz, Olbersdorf och Oybin.